# Masacre de Vista Hermosa
La Masacre de Vista Hermosa ocurrió el 10 de noviembre de 2003 en la cárcel de Vista Hermosa en Ciudad Bolívar, Venezuela, oficialmente conocida como el Internado Judicial de Ciudad Bolívar, durante la presidencia de Hugo Chávez, cuando efectivos de la Guardia Nacional Bolivariana disparó contra la población carcelaria. Siete presos murieron, mientras que otras quince resultaron heridas, incluyendo a dos custodios del penal.

## Hechos
Sobre los hechos existen dos versiones: la primera fue un supuesto motín que se produjo luego de que los detenidos disparan contra el comando de la Guardia Nacional Bolivariana que estaba a las afueras de la cárcel. Cuando los uniformados entraron al internado, fueron atacados a tiros por los reos. En respuesta, los efectivos lanzaron gases lacrimógenos para hacer salir a los reclusos de los lugares remotos a donde se habían replegado y los enfrentaron a balazos. La segunda versión es que durante la mañana de ese 10 de noviembre, los prisioneros esperaban el conteo diario cuando los militares ingresaron disparando. Posteriormente, llevaron a los internos al campo de béisbol del recinto para golpearlos con peinillas y tubos. A siete de ellos, que habían iniciado una huelga de hambre días atrás y habían logrado mejoras para los presos, los llamaron aparte y los ejecutaron.
El caso de mayor gravedad conocido durante el último año se registró en el I.J. del Estado Bolívar (Vista Hermosa). El 10.11.03 se presentaron hechos de violencia en el centro de reclusión que arrojaron como saldo 7 muertos y más de 50 heridos. Algunas de las víctimas, de acuerdo con informaciones proporcionadas por los reclusos, habían liderado una acción de protesta en meses anteriores, mientras otros habrían estado implicados en delitos contra agentes de la GN1.
Aunque originalmente las autoridades explicaron los sucesos como resultado de una riña, versiones posteriores del Observatorio Venezolano de Prisiones y de los mismos reclusos apuntan a la responsabilidad de funcionarios de la Guardia Nacional Bolivariana destacados para la custodia de la prisión, con complicidad de los vigilantes internos. Según los testimonios recogidos por la ONG, agentes de la GNB buscaron a las víctimas y los ejecutaron, para luego golpear a los otros reclusos presentes durante los hechos. Masacre en el I.J. de Bolívar “Vista Hermosa” Los reclusos del penal escribieron una carta relatando los hechos ocurridos el 10.11.03 e hicieron llegar la misiva a los representantes del OVP. En la misma se detalla que funcionarios de la GN, junto con custodios del penal, entraron en las instalaciones disparando con ametralladoras, FAL y revólveres. Los reclusos buscaron refugio, pero fueron sacados violentamente hasta el área de deporte, los obligaron a desnudarse y colocarse contra la pared, para luego golpearlos con peinillas, bates, tubos y escopetas. Según el OVP, el 80 % de los internos del Internado de Vista Hermosa presentaron hematomas, escoriaciones y heridas de armas de fuego y armas blancas, después de los sucesos del 10.11.034. Según fuentes periodísticas, las autopsias practicadas a los cadáveres exhumados por orden del tribunal encargado del caso, habrían aportado elementos que corroboran la hipótesis de la ejecución, de acuerdo con el tipo de heridas presentadas. Posteriormente, se denunciaron traslados irregulares de reclusos que habían presenciado los homicidios, hostigamientos a la población del penal e intentos de influir en los testigos para que cambiaran su versión de los hechos.

## Fallecidos
- Richard Núñez
- Héctor Muñoz Valero
- José Gregorio Bolívar
- Orlando Edgardo Olivero Muñoz
- José Navas Reyes
- Pedro Chauram López
- José Orangel Figuero

## Impunidad
El 23 de marzo de 2004 los fiscales primero del Ministerio Público, Williams García Padrón; y 127 Pedro Pérez, solicitaron ante el juez primero de control Gilberto Zerpa una orden de aprehensión contra cuatro oficiales adscritos al Destacamento 81 de la Guardia Nacional Bolivariana, por su presunta participación en los hechos de sangre registrados el 10 de noviembre en el Internado Judicial de Ciudad Bolívar, donde perdieron la vida 7 reclusos. La medida -que califica las acciones de los funcionarios como homicidio calificado- es contra el capitán William José Campos Lozada, subteniente Salvador Franchi Rincones, subteniente Gustavo Emiro Puerta Martínez y el distinguido Pedro Ramón Belisario.
Se pudo conocer, que los primeros fiscales a cargo de la masacre de Vista Hermosa, fiscal segundo Víctor Sevilla y fiscal quinto José Salerno, fueron recusado ante la Fiscalía General de la República por el comandante del CORE 8, general de brigada Alberto Betancourt Nieves; y posteriormente fueron suspendidos del caso. Betancourt Nieves reconoció que había recusado ante la Fiscalía General de la República a Salerno y Sevilla, pues a su criterio este último “ha querido viajes a los familiares de los testigos a Caracas, para que denuncien ante los medios nacionales”.
Los actos conclusivos del expediente fueron pospuestos en mayo de 2005 y demoraron hasta noviembre de 2012 toda vez que existían dos versiones de lo ocurrido el 10 de noviembre en la cancha de béisbol de la cárcel. La primera, ofrecida por representantes del Destacamento n.º 81 de la Guardia Nacional Bolivariana y avalada por el director de la Junta Interventora del Ministerio de Interior y Justicia, Alfredo Veloz, dice que se trató de un motín contra los castrenses.
Aseguraron que los militares debieron intervenir porque la sede del destacamento -ubicada a las afueras de Vista Hermosa- fue atacada a tiros por un grupo de internos mientras se desarrollaba una reunión con Veloz en el interior de la cárcel, reunión en la que el representante ministerial fue tiroteado como represalia a traslados que se tramitaban.

Al acceder al interior del penal, un grupo de funcionarios de la Guardia Nacional Bolivariana fue atacado a tiros por los internos. Los reclusos se replegaron en áreas remotas y ello llevó a que se lanzaran gases lacrimógenos para que salieran. En el supuesto motín fallecieron 7 reclusos y 15 resultaron heridos. También resultaron lesionados dos custodios internos del penal. Según la segunda versión, investigaciones realizadas por el OVP revelan que en la mañana de ese 10 de noviembre en el Internado Judicial de Ciudad Bolívar, contó Prado.
“los presos esperaban el conteo diario y los militares entraron disparando (…), luego los llevaron al campo de béisbol y los golpearon con peinillas, rolos y tubos”, 
Agregó que después de la golpiza, los funcionarios llamaron por nombre y apellido a siete internos que habían participado en una reciente huelga de hambre que logró una serie de acuerdos en beneficios de la población penal. “Esos 7 internos son los que posteriormente aparecen asesinados”, indicó el director del OVP.
Los cadáveres de los siete reclusos muertos: Orlando Olivares, Héctor Muñoz, José Gregorio Bolívar, Orangel José Figueroa, Richard Núñez Palma, Pedro López Chaurán y Jhoel Reyes Navas, presentaban disparos, golpes y puñaladas. Seis eran oriundos de San Félix, mientras que Orlando era de Ciudad Bolívar y saldría libre a finales de noviembre.
Por la muerte de los siete internos, la Fiscalía 2.º de Derechos Fundamentales imputó por el delito de homicidio calificado a cuatro efectivos de la GNB: el distinguido Pedro Belisario Muñoz, el subteniente Salvador Franchi Rincones, el teniente Gustavo Puerta Martínez y al capitán Julián Campos Lozada. A todos les otorgaron una medida cautelar de libertad.
Al cierre de este informe, debido a intimidaciones diversas que habían recibido los testigos del suceso, desde la ONG que trabaja el caso se solicitaron medidas de protección para los testigos6. Estos sucesos, que conmocionaron a la opinión pública, e incluso motivaron la denuncia en el ámbito internacional a la Organización Mundial contra la Tortura, se mantienen sin embargo sin resolución judicial. Pese a que se dictó auto de detención contra 4 Guardias Nacionales presuntamente implicados, en marzo de 2004, el Tribunal 2.º de Control de Ciudad Bolívar decidió su libertad plena, por considerar la inexistencia de elementos de convicción suficientes para imputar a los agentes, desestimando las declaraciones de los presos, por considerar que los mismos “podrían ser considerados como enemigos de los funcionarios”, lo que posiblemente contaminaría su versión de los hechos. Adicionalmente, los testimonios de otro grupo de reclusos que denunciaron amenazas y prefirieron no asistir al tribunal, siendo tomadas sus declaraciones como pruebas anticipadas, fueron desechados por el juez. La gravedad de estos hechos reside no solamente en sus implicaciones inmediatas, sino que, de verificarse la hipótesis del ajusticiamiento, significaría un asesinato selectivo y premeditado por parte de funcionarios que tienen la responsabilidad de la seguridad penitenciaria, contando con la impunidad de la administración de justicia.